# کیگاه
کیگا، روستایی از توابع بخش کن شهرستان تهران در استان تهران ایران است.
این روستا در فاصله ۵ کیلومتری امامزاده داوود قرار دارد.

## جمعیت
براساس سرشماری مرکز آمار ایران در سال ۱۳۸۵، جمعیت آن ۳۳۳ نفر (۸۱خانوار) بوده‌است.اما در سال ۱۳۹۸،جمعیت آن ۶۲۱نفر (۱۰۱ خانوار) بوده‌است.